# Калиновка (приток Бычека)
Калиновка (укр. Калинівка) — река на Украине, протекает в Донецкой области. Правый приток реки Бычек (бассейн Азовского моря). Длина 23 км. Площадь водосборного бассейна 166 км². Уклон 3,8 м/км. Долина корытоподобная.
Питается за счет атмосферных осадков. Ледостав неустойчив (с декабря до начала марта). Используется для сельскохозяйственных нужд.
Берёт начало у села Новокалиново. Течёт с юга на север. Протекает по территории Ясиноватского и Покровского районов Донецкой области через пгт Керамик, село Калиновое, Старую Николаевку, Гнатовку, посёлок Заря. Впадает в Бычек в посёлке Александро-Калиново сразу перед Клебан-Быкским водохранилищем. На реке устроено множество прудов.